# 1922 en cyclisme
| Années du cyclisme : 1919 - 1920 - 1921 - 1922 - 1923 - 1924 - 1925    |
| Décennies du cyclisme : 1890 - 1900 - 1910 - 1920 - 1930 - 1940 - 1950 |

Les faits marquants de l'année 1922 en cyclisme.

## Par mois

### Mars
19 mars : le Belge Léon Devos gagne le Tour des Flandres.
19 mars : le Français Jean Alavoine gagne la première course de côte du Mont Chauve.
28 mars : 1re manche du championnat d'Italie sur route, l'Italien Giovanni Brunero gagne Milan-San-.Remo

### Avril
- 9 avril : le Belge René Vermandel gagne le Tour de Belgique pour la deuxième fois.
- 16 avril : le Belge Albert Dejonghe gagne Paris-Roubaix.
- 23 avril : Polymultipliée à Chanteloup-les-Vignes, remportée par le Français Fernand Canteloube.
- 23 avril : l'Italien Adriano Zanaga gagne Milan-Turin.

### Mai
5 mai : le Suisse Henri Suter gagne le Championnat de Zurich pour la troisième fois.
7 mai : le Belge Louis Mottiat gagne Liège-Bastogne-Liège pour la deuxième fois d'affilée.
7 mai : 2e manche du championnat d'Italie sur route, l'Italien Costante Girardengo gagne le Tour de Romagne.
14 mai : le Français Francis Pélissier gagne Bordeaux-Paris.
23 mai : l'Allemand Adolf Huschke gagne le Tour d'Allemagne. L'épreuve ne reprendra qu'en 1927.
25 mai : le Belge Felix Sellier gagne Paris-Bruxelles.
28 mai : l'Italien Angelo de Franesco gagne le Tour de Reggio-Calabre.
30 mai : le Français Henri Pélissier gagne Paris-Tours.

### Juin
7 juin : le Luxembourgeois François Heck devient le premier champion du Luxembourg sur route.
11 juin : l'Italien Giovanni Brunero gagne le Tour d'Italie pour la deuxième fois d'affilée .
17 juin : le Français Michel Godard gagne Paris-Bourges.
18 juin : l'Italien Domenico Piemontesi gagne les Trois vallées varésines.
18 juin : le Suisse Henri Suter est champion de Suisse pour la troisième année d'affilée.
18 juin : le Belge René Vermandel devient champion de Belgique sur route.
Du 25 juin au 23 juillet : 16e édition du Tour de France avec 120 partants.
- 25 juin : la 1re étape du Tour de France : Paris - Le Havre est remportée par le Français Robert Jacquinot devant le Français Eugène Christophe 2e à 8 minutes 19 secondes et le Belge Jean Rossius 3e à 14 minutes 49 secondes en s'imposant dans un sprint à 4. C'est aussi le premier classement général de l'épreuve.
- 27 juin : la 2e étape du Tour de France : Le Havre - Cherbourg est remportée par le Français Romain Bellenger dans un sprint à 6. Le maillot jaune Robert Jacquinot est 2e et le Belge Victor Lenaers est 3e. Au classement général Jacquinot leader prend un peu de temps sur le Français Eugène Christophe 2e à 9 minutes 6 secondes. Le Belge Hector Tiberghien devient 3e à 15 minutes 36 secondes.
- 29 juin : la 3e étape du Tour de France : Cherbourg - Brest est remportée par le Français Robert Jacquinot au sprint devant un peloton ou figurent tous les favoris. Pas de modification au sommet du classement général.

### Juillet
- 1er juillet : la 4e étape du Tour de France : Brest - Les Sables-d'Olonne est remportée par le Belge Philippe Thys dans un sprint à 6. L' Italien Federico Gay est 2e, le Belge Hector Heusghem est 3e . Le Français Eugène Christophe 4e de l'étape ceint à nouveau le maillot jaune à l'issue de l'étape 3 ans après l'avoir perdu. Il devance au classement général le Belge Philippe Thys de 17 minutes 55 secondes et le Belge Felix Sellier de 34 minutes 42 secondes. Toute la France se met à espérer à la victoire finale de Cri-Cri le vieux gaulois son chouchou.
- 2 juillet : 3e manche du championnat d'italie sur route, l'Italien Alfredo Sivocci gagne le Tour de Vénétie.
- 3 juillet : la 5e étape du Tour de France : Les Sables-d'Olonne - Bayonne est remportée par le Français Jean Alavoine qui s'impose dans un sprint à 6. Le Belge Philippe Thys termine 4e, mais il est le grand bénéficiaire du jour. En effet le Français Eugène Christophe 15e de l'étape perd beaucoup de temps (9 minutes 42 secondes) et ne possède plus, au classement général, que 8 minutes 15 secondes sur Thys. Le Belge Félix Sellier reste 3e   à 34 minutes 39 secondes.
- 4 juillet : le Néerlandais Herman Nankman devient champion des Pays-Bas sur route.
- 5 juillet : la 6e étape du Tour de France : Bayonne - Luchon est remportée par le Français Jean Alavoine qui réalise un festival dans l'étape des 4 grands cols Pyrénéens (Aubisque, Tourmalet, Aspin, Peyresourde) les écarts sont énormes, le Belge Victor Lenaers 2e est à 16 minutes 43 secondes, le Belge Firmin Lambot 3e est à 31 minutes 54 secondes, le Français Eugène Christophe 4e est à 38 minutes 39 secondes. Le Belge Hector Heusghem est 5e à 44 minutes 18 secondes. Le Belge Philippe Thys triple vainqueur du Tour subit une grave défaillance, couplée d'un bris de roue. Thys finit l'étape 33e à près de 3 heures derrière Alavoine, Thys ne gagnera pas le Tour une quatrième fois. Au classement général Christophe est toujours maillot jaune devant Alavoine 2e à 27 minutes 12 secondes. Lenaers devient 3e à 38 minutes 36 secondes.
- 7 juillet : la 7e étape du Tour de France : Luchon - Perpignan, qui emprunte les cols de Portet d'Aspet, de Port et du Puymorens, est remportée par le Français Jean Alavoine en réglant au sprint les Belges Hector Tiberghien, Firmin Lambot, et Emile Masson. Le Belge Hector Heusghem termine 5e à 2 minutes 14 secondes et son compatriote Philippe Thys se remet de sa défaillance de la veille en finissant 7e à 4 minutes 47 secondes. La victime de l'étape est le Français Eugène Christophe qui souffrant d'une sciatique ne peut suivre le rythme dans le col du Puymorens. Christophe termine 16e à 45 minutes 46 secondes. Il perd de la sorte le maillot jaune au profit de Alavoine qui devance Lambot de 14 minutes 19 secondes. Rien n'est perdu pour Christophe 3e du général à 19 minutes 34 secondes. À noter la terrible chute du Français Honoré Barthélémy dans un torrent qui courageux malgré de profondes blessures parcourra encore 2 étapes.
- 9 juillet : la 8e étape du Tour de France : Perpignan - Toulon est remportée par le Belge Philippe Thys au sprint devant son compatriote Félix Sellier et tous les autres favoris. Pas de changement en tête du classement général.
- 9 juillet : le Belge Florent Vandenberghe gagne le Grand Prix de l'Escaut.
- 11 juillet : la 9e étape du Tour de France : Toulon - Nice qui emprunte les cols de Braus, de Castillon et la Turbie (la boucle de Sospel), est remportée par le Belge Philippe Thys qui devance au sprint son compagnon d'échappée le Français Jean Alavoine. Les Belges Emile Masson et Firmin Lambot sont 3e et 4e à 4 minutes 42 secondes. Le Français Eugène Christophe 14e perd 26 minutes à Nice sur Alavoine. Ce dernier au classement général reste maillot jaune devant Lambot 2e à 19 minutes 1 secondes. Le Belge Victor Lenears redevient 3e à 36 minutes 43 secondes. Christophe est 4e à 45 minutes 55 secondes.
- 13 juillet : la 10e étape du Tour de France : Nice - Briançon est remportée par le Belge Philippe Thys au sprint devant son compatriote Félix Sellier échappé avec lui. L'étape emprunte le col d'Allos et pour la première fois les cols de Vars et de l' Izoard. Le Belge Hector Heusghem est 3e à 15 petites secondes, le Français Jean Alavoine est 4e à 32 secondes, le Belge Théophile Beeckman 5e est dans sa roue. Les Belges Victor Lenaers et Firmin Lambot sont dans l'ordre 6e à 3 minutes 23 secondes et 7e à 3 minutes 39 secondes. Le Français Eugène Christophe 8e limite la casse en terminant à 5 minutes 22 secondes. Au classement général Alavoine représente à présent tous les espoirs Français, il creuse l'écart sur Lambot 2e à 22 minutes 18 secondes et sur Lenaers 3e à 39 minutes 54 secondes. Christophe est 4e à 46 minutes 27 secondes.
- 14 juillet : le Français Honoré Gasseau gagne le Grand Prix d'Antibes. L'épreuve ne reprendra qu'en 1925.
- 15 juillet : la 11e étape du Tour de France : Briançon - Genève qui emprunte les cols du Galibier, du Télégraphe et des Aravis est remportée par le Belge Émile Masson qui bat au sprint son compatriote et compagnon d'échappée Hector Tiberghien. Le Belge Hector Heusghem est 3e à 4 minutes 47 secondes, son compatriote Félix Sellier est 4e à 12 minutes 45 secondes. Plus loin arrive 5e le Belge Firmin Lambot à 22 minutes 45 secondes. Le Français Jean Alavoine 12e termine a 38 minutes 10 secondes. Quant au Français Eugène Christophe qui termine 33e à plus de 3 heures, tout espoir de victoire finale est perdu. Une nouvelle fois, comme en 1913 et 1919, il casse sa fourche. Cette fois dans la descente du Galibier. Il descend le col à pied jusqu'à Valloire. Le règlement ne l'oblige plus à réparer en cas d'avarie grave de son vélo et d'en changer. « Aide toi et le ciel t'aidera » a écrit Jean de la Fontaine et il semble qu'à force de malheurs surmontés le ciel aide enfin Christophe puisque c'est un curé qui lui prête son vélo. Christophe peut rejoindre ainsi la vallée où il trouve un vélo plus pratique et termine l'étape. Au classement général Alavoine le leader ne possède plus que 6 minutes 53 secondes sur Lambot et 15 minutes 49 secondes sur Heusghem.
- 17 juillet : la 12e étape du Tour de France : Genève - Strasbourg, qui emprunte le col de la faucille, est remportée par le Belge Émile Masson au sprint devant le Français Joseph Muller. Le Belge Jean Rossius termine 3e à 10 minutes 46 secondes. Une crevaison du Français Jean Alavoine  15e de l'étape à 37 minutes 4 secondes, déclenche une accélération du Belge Victor Heusghem, 4e de l'étape à 10 minutes 46 secondes, qui arrive même a distancer son compatriote Firmin Lambot 11e de l'étape à 22 minutes 55 secondes. Cela provoque un bouleversement au classement général puisque Heusghem devient maillot jaune pour 3 minutes et 13 secondes devant Lambot. Pour Alavoine 3e à 10 minutes 24 secondes, il semble que les espoirs de victoire Française qui reposent sur ses épaules soient compromis.
- 19 juillet : la 13e étape du Tour de France : Strasbourg - Metz est remportée par l'Italien Federico Gay au sprint devant tout le peloton. L'étape est marquée par une pénalisation d'une heure infligée à l'encontre du maillot jaune Belge Hector Heusghem, 14e du sprint, pour changement de vélo non autorisé. Son vélo ayant été jugé réparable par les commissaires. Le Belge Firmin Lambot est 16e de l'étape à 4 minutes 45 secondes et le Français Jean Alavoine est 26e de l'étape à 30 minutes 55 secondes. Nouveau bouleversement au classement général, le Belge Firmin Lambot devient leader avec 33 minutes 16 secondes d'avance sur le Français Jean Alavoine, le Belge Victor Lenaers est 3e à 47 minutes 10 secondes.
- 21 juillet : la 14e étape du Tour de France : Metz - Dunkerque est remportée au sprint par le Belge Félix Sellier devant un groupe de favoris où seul manque le Français Jean Alavoine qui termine 9e à 16 minutes 5 secondes. Ce qui donne au classement général : 1er le Belge Firmin Lambot, 2e Alavoine à 42 minutes 53 secondes, juste devant le Belge Félix Sellier 3e à 43 minutes 40 secondes.
- 23 juillet : la 15e étape du Tour de France : Dunkerque - Paris est remportée par Philippe Thys au sprint devant le peloton. Le Belge Firmin Lambot bien que finissant l'étape attardé à la 15e place à 1 minute 38 secondes remporte le tour de France devant au classement général, Jean Alavoine 2e à 41 minutes 15 secondes et 3e à 42 minutes 2 secondes le Belge Félix Sellier. Le Belge Hector Heusghem 4e à 43 minutes 56 secondes était vainqueur sans sa pénalisation, mais le journal "l'Auto" indique que la sanction était juste.

### Août.
3 août : à Liverpool (Royaume-Uni) le Britannique David Marsh devient champion du monde amateur sur route.
6 août : 4e manche du championnat d'Italie sur route, comme l'an dernier l'Italien Costante Girardengo gagne le Tour d'Émilie. C'est sa quatrième victoire en tout dans cette épreuve.
20 août : l'Allemand Richard Huschke devient champion d'Allemagne sur route.

### Septembre
3 septembre : 5e manche du championnat d'Italie sur route, l'Italien Angelo Gremo gagne le Tour du Piémont.
10 septembre : l'Italien Michelle Gordini gagne le Tour d'Ombrie.
14 septembre : le Belge Alfons Van Hecke gagne le Championnat des Flandres.
17 septembre : l'Italien Libero Ferrario gagne le Trophée Bernocchi.
20 septembre : 6e manche du championnat d'Italie sur route, l'Italien Costante Girardengo gagne Rome-Naples-Rome pour la troisième fois dont les deux dernières d'affilée.
24 septembre : le Français Jean Brunier devient champion de France sur route.

### Octobre
1er octobre : l' Espagnol José Saura devient champion d'Espagne sur route.
15 octobre : l'Italien Giovanni Bassi gagne Milan-Modène.
21octobre : l'Italien Costante Girardengo gagne le Grand Prix de Genève.

### Novembre
5 novembre : 7e manche du championnat d'Italie sur route, comme l'an dernier l'Italien Constante Girardengo gagne le Tour de Lombardie. C'est sa troisième victoire dans cette épreuve. Il est champion d'Italie sur route pour la sixième fois.